# Sementina
Sementina är en ort i kommunen Bellinzona i kantonen Ticino, Schweiz. 
Sementina var tidigare en egen kommun, men den 2 april 2017 inkorporerades Sementina och elva andra kommuner i Bellinzona.